# Alquería del Moro

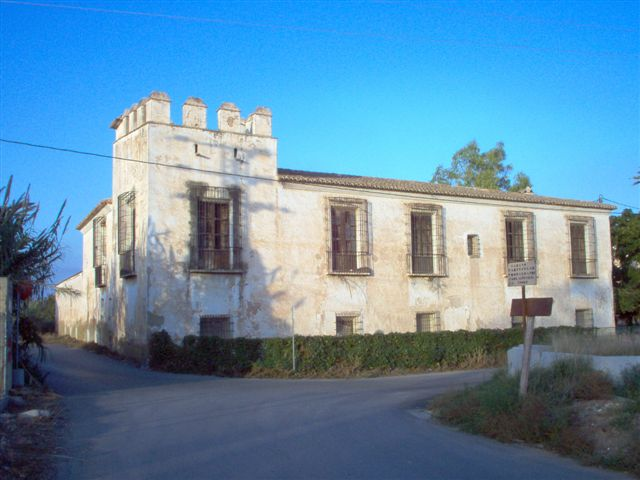
Alquería de la Torre, Benicalap (Valencia).

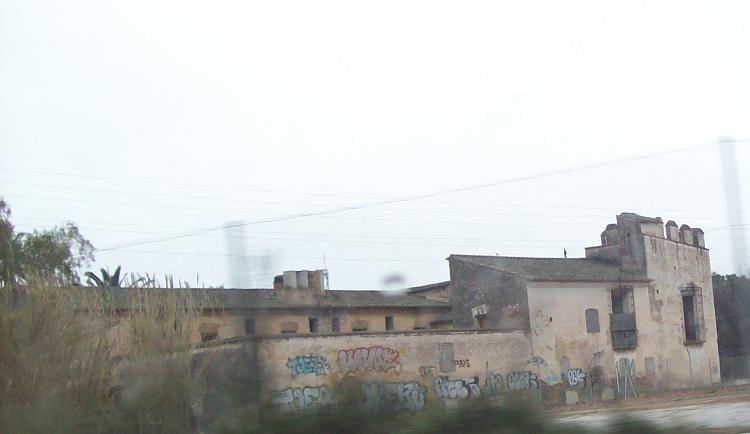
Alquería del Moro desde la Ronda Norte.

La Alquería del Moro, edificio residencial de carácter rural que se localiza en el término municipal de Valencia, en la Provincia de Valencia, en el camino viejo de Burjasot. Se trata de un edificio residencial compendio de la arquitectura señorial y rural de la huerta valenciana de los siglos XIV, XVI y XVIII.

## Descripción
Constituye una de las alquerías más relevantes de la comarca de L'Horta Nord por sus especiales particularidades. Se encuentra situada en el Plá de Sant Bernat y su huerta es regada por un entramado de acequias alimentadas por la acequia de Tormos. 
Está conformada por un grupo de edificios articulados por una encrucijada de caminos, el Camino Viejo de Burjasot y el llamado popularmente Camino de la Alquería del Moro. Desde el Camino Viejo de Burjasot, a la derecha se sitúan un subgrupo de edificios, de los cuales uno abre fachada al Camino Viejo y el resto lo hacen al camino de La Alquería. La casa principal posee su acceso desde el camino que toma su nombre. 
La alquería poseyó diversas barracas destinadas a vivienda para labradores; hoy desaparecidas. En la actualidad la alquería se encuentra en la periferia urbana cuya única conexión con el medio original se localiza al norte donde la huerta continúa en dirección a Moncada y Burjassot.

## Partes integrantes
- 1. La casa principal.

Esta casa pertenece a los modelos de arquitectura señorial del siglo XVI adaptada a medio rural. 
Se trata de una edificación de dos plantas, posee un esquema de tres cuerpos paralelos al camino de La Alquería, más un cuarto posterior, transversal a los anteriores. 
Se trata de una planta compleja, donde podemos distinguir junto al esquema tripartito, con un cuerpo central muy valorado, el cuarto cuerpo independiente y autónomo respecto de la estructura anterior; un espacio donde se ubican las estancias principales y desde el cual se abren las ventanas más significativas. 
A la casa se accede a través de un patio de forma cuadrangular, disponiendo los corrales a la derecha, y las caballerizas enfrente de la puerta de acceso al camino. La nave central perpendicular a la fachada de acceso a la casa domina por sus proporciones todo el espacio de la alquería. Alberga un espacio único, partido por un arco carpanel. En el vestíbulo compartido en dos ámbitos de proporciones similares, se sitúa la escalera. Se trata de una casa compacta, que soluciona dentro de sí todas las articulaciones y relaciones entre sus distintos espacios. Habitaciones y dependencias como cuartos, cocina, acceso a las cambras, etc., tienen su acceso desde el gran espacio central. La puerta principal se encuentra ladeada respecto al eje central. La fachada de acceso a la casa posee una lectura doméstica e íntima proporcionada por el patio a través del cual se accede a esta. La fachada al Camino de Burjasot, correspondiente al cuarto cuerpo transversal, es la que presenta mayor carga de representación pública con un mayor tratamiento de los huecos. Este cuarto cuerpo mantiene la cubierta independiente del resto, cubriéndose a dos aguas con alero distinto. 
- Construcción n.º 2.

Se encuentra sobre el Camino Viejo de Burjasot y lindante con el camino de La Alquería. Ocupa un cuerpo de construcción de una crujía con muros portantes paralelos a la fachada del Camino de la Alquería, en los que se abrían, en planta baja, una serie de arcos góticos apuntados. Este espacio de la planta baja, se subdividió en una serie de estancias. La entrada, estancia principal, alberga la escalera y se une con el cuerpo posterior construido para corrales y almacenes. Destinada a vivienda la planta baja, allí se encuentran los espacios representativos de la vida doméstica, mientras que en la planta alta alberga habitaciones y espacios de almacenamiento de productos agrarios. 
El edificio tuvo una ampliación en fecha no determinada y adosándole a la derecha de la puerta de acceso un cuerpo que en la planta baja se usa como establo y en la planta alta como dormitorio. 
- Construcción n.º 3

Se sitúa sobre el Camino Viejo de Burjasot, al este de la anterior y compartiendo su muro medianero. Se trata de un edificio del siglo XVIII de dos plantas que se diferencia de las anteriores al incorporar la tradicional organización en planta baja característica de la arquitectura popular postacadémica, a la que se superpone una voluminosa andana que todavía conserva el sistema de secado de labores. 
- Construcción n.º 4

Está situada al norte de las dos anteriores compartiendo con ellas paredes medianeras. Posee fachada al Camino de la Alquería, aunque su acceso se realiza a través de un patio abierto orientado a norte y separado del camino por uno de los cuerpos que la constituyen. 
Los aspectos exteriores, puerta de acceso en sillería con arco de medio punto, el alero, cerrajería denotan contemporaneidad respecto a las descritas en primero y segundo lugar. Las fábricas, de tapial, datan del siglo XIV, siendo la construcción más antigua del conjunto. 
Sus rotundos volúmenes y la escasa presencia de fenestración hacen pensar en su dedicación fabril o protoindustrial, pudiendo tratarse de una construcción vinculada a la acequia. 
- 5. Huerto-jardín.

Colindante con la casa principal nos encontramos con el huerto-jardín cerrado, separado del exterior por un muro de mampostería. Responde a la tradición milenaria del Hortus Conclusus cuyo fin era tanto de resguardarlo como de disponer de un lugar íntimo de esparcimiento.